# Вулиця Йосифа Сліпого (Львів)
Ву́лиця Йо́сифа Сліпо́го — вулиця у Личаківському районі міста Львова, в місцевостях Снопків, Погулянка. Сполучає долішню частину вулиці Зеленої з вулицею Ольги Басараб.
Вулиця складається з двох частин: долішньої (біля вулиці Зеленої) та горішньої, яка зигзагом підіймається до вулиць Ольги Басараб, Патріарха Любомира Гузара і Мирона Тарнавського. Прилучається вулиця Карпатська.

## Історія
Вулиця з'явилася на початку XX століття. Горішня і долішня частини мали різні назви.
Горішня частина вулиці у різні роки мала такі назви:
- від 1911 року — вулиця Кордіана, на згадку про однойменний драматичний твір Юліуша Словацького.
- від 1943 року — Ляйбніцґассе, на честь провідного німецького філософа, логіка, математика, фізика, мовознавця та дипломата Готфріда Ляйбніца.
- від липня 1944 року — вулиця Кордіана, повернена стара довоєнна назва вулиці.
- від 1946 року — вулиця Успенського, на честь російського письменника Гліба Успенського.

Долішня частина вулиці у різні роки мала такі назви:
- від 1916 року — вулиця Королівська.
- від 1926 року — вулиця Собіньськоґо, на честь польського культурно-освітнього діяча, педагога, куратора Львівської шкільної округи Станіслава Собінського.
- від 1943 року — Фріц Ройтерґассе, на честь німецького музикознавця, композитора та музичного педагога Фріца Ройтера.
- від липня 1944 року — вулиця Собінського, повернена стара довоєнна назва вулиці.
- від 1945 року — вулиця Радищева, на честь російського письменника, просвітителя, дисидента Олександра Радищева.

У 1980-х роках вулицю Успенського було приєднано до вулиці Радищева, яка 1992 року була перейменована на пошану видатного українського церковного і громадського діяча, кардинала УГКЦ Йосифа Сліпого.

## Забудова
Вулиця Йосифа Сліпого забудована дво-, три- та чотириповерховими кам'яницями початку XX століття та міжвоєнного періоду. Є також один 5/6-поверховий будинок радянського зразка та один сучасний чотириповерховий будинок покращеного планування.
До вулиці прилягає кілька незабудованих ділянок, на деяких облаштовано спортивні майданчики, зокрема, наприкінці 2016 року, відкрито сучасний спортивний майданчик з вуличними тренажерами для різних вікових категорій поблизу будинку № 23.
В долішній частині вулиці розташовано декілька кам'яниць, що нагадують невеликі палацики. Деякі з будинків внесені до реєстру пам'яток архітектури місцевого значення м. Львова.

### З непарного боку вулиці
№ 3 — житловий будинок. За радянських часів перший поверх будинку займав магазин «Овочі-фрукти».
№ 7 — колишній академічний дім імені А. Потоцького, збудований 1909 року за проєктом архітектора Адольфа Піллера, з аттиком у ренесансному стилі. Фундатор цієї будівлі Якуб Герман розподілив двома рівними частинами його приміщення між польськими та єврейськими студентами. Пізніше замість аттики добудували ще один поверх. У 1950-х роках у будівлі колишнього академічного дому містився гуртожиток № 1 Львівського медичного інституту.
№ 9 — вілла збудована у 1927—1928 роках за проєктом архітектора Ізраеля Маркуса Зобеля у стилі дворкового неокласицизму на замовлення одного з співвласників фабрики цукру, шоколаду та какао «Ґазет» Самуїла Зіманда. Вілла декорована рельєфною скульптурою міфологічної істоти — сирени над входом поміж двох колон коринфського ордеру. У віллі Зіманда у 1940—1950-х роках містився готель «Аерофлоту», згодом дитячий садок. Від початку XXI століття в будинку «прописаний» Личаківський відділ Львівської місцевої прокуратури № 1. Будинок внесений до реєстру пам'яток архітектури місцевого значення під охоронним № 1017-м.
№ 11 — вілла збудована у 1927—1928 роках за проєктом архітектора Ізраеля Маркуса Зобеля у стилі дворкового неокласицизму на замовлення одного з співвласників фабрики цукру, шоколаду та какао «Ґазет» Самуїла Хаммера. Вілла прикрашена великими кам'яними вазами у формі квітів, які встановили на парапетах ґанку. У другій половині XX століття на стінах фасаду з'явилися два панно у техніці сграфіто на тему щасливого радянського дитинства. Нині тут міститься ДНЗ № 56 та другий корпус ДНЗ ясла-сад № 92 Личаківського району міста Львова. Будинок внесений до реєстру пам'яток архітектури місцевого значення під охоронним № 1373-м.
№ 21 — житловий будинок. Внесений до реєстру пам'яток архітектури місцевого значення під № 1375-м.
№ 27 — житловий будинок. Внесений до реєстру пам'яток архітектури місцевого значення під № 1376-м.
№ 33 — триповерхова будівля колишньої Ґрюнвальдської бурси польського Товариства народних шкіл для учнів середніх навчальних закладів та ремісничої молоді (колишня адреса — вулиця Собінського, 11), збудованої у 1909—1910 роках за проєктом архітектора Альфреда Захаревича за участі архітекторів Адольфа Піллера та Юзефа Сосновського. У 1950-х роках у будівлі містився гуртожиток львівського технікуму залізничного транспорту. Нині тут міститься навчальний корпус № 2 державного навчального закладу «Львівське вище професійне училище побутового обслуговування».

### З парного боку вулиці
№ 6 — житловий будинок, у якому мешкав відомий польський історик Міхал Ролле.
№ 8а — колишня власна вілла польського архітектора, технічного інспектора львівського університету Александра Каплонського, споруджена у 1927 році за його власним проєктом в стилі ар деко. Наприкінці 1930-х років її власником став лікар-невролог, радник міської ради Львова Тадеуш Фалькевич. За радянських часів тут був дитячий садок. На початку 2000-х років будинок перейшов у власність ордену єзуїтів, які заселились до нього після капітального ремонту, проведеного у 2005 році. Нині тут розташовані єзуїтський монастир і Головний дім Товариства Ісуса в Україні (настоятель о. Олексій Бредєлєв). Нинішні власники оздобили арку фасаду емблемою ордену єзуїтів, але в іншому зберегли первинний зовнішній вигляд будівлі. Також вони залишили планування першого поверху та елементи його оздоблення. Будинок внесений до реєстру пам'яток архітектури місцевого значення під охоронним № 663-м.
№ 12 — житловий будинок. Внесений до реєстру пам'яток архітектури місцевого значення під охоронним № 1374-м.
№ 16 — житловий будинок. Внесений до реєстру пам'яток архітектури місцевого значення під охоронним № 2482-м.
№ 20, 22 — типові радянські п'ятиповерхові житлові будинки 1960-х років. Будинок під № 20 прибудований до триповерхового будинку № 15 від сусідньої вулиці Карпатської.